# Rugby en Chile

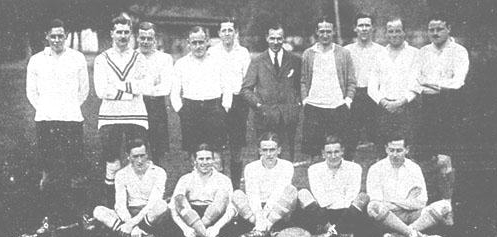
La ciudad de Valparaíso fue uno de los núcleos más importantes en el desarrollo del rugby en Chile.

El rugby en Chile es un deporte practicado mayormente a nivel masculino en las áreas urbanas acomodadas. Como antecedente, los indígenas mapuches han jugado al linao, de características similares, en el actual territorio chileno durante siglos. Se inició en el siglo XIX. Los primeros en practicarlo fueron tripulantes de un carguero inglés que llegaron al puerto de Iquique en 1894, y que se enfrentaron a un equipo formado por empleados de compañías salitreras. Posteriormente la práctica se extendió a Valparaíso y Santiago donde se formaron los primeros clubes que conformaron la Unión de Rugby de Chile.
El 4 de mayo de 1953, se funda la Federación de Rugby de Chile, oficializándose sus estatutos y reglamentos el 16 de diciembre de 1963. Percibe la personalidad jurídica el 4 de agosto de 1964 bajo el decreto N.º 2244. Dicha federación se encuentra afiliada al Comité Olímpico de Chile (COCH), mientras que en el ámbito internacional está afiliada a Sudamérica Rugby, la Federación Internacional de Rugby Amateur (F.I.R.A.) y a World Rugby.
La selección de Chile, conocida como Los Cóndores, habitualmente se ubica entre la 20.ª y la 30.ª posición en el ranking del mundo y 3ª de Sudamérica, después de las de Argentina y Uruguay, en cuanto al rugby 7 la selección chilena Cóndores 7, se encuentra en un nivel similar a la uruguaya.
Dos jugadores chilenos son miembros del Salón de la Fama de World Rugby: los hermanos Donald e Ian Campbell, otroras seleccionados nacionales y jugadores del Prince of Wales Country Club.
El año 2015 la Federación de Rugby de Chile cambia la marca FERUCHI por Chile Rugby y su nombre oficial por Federación Deportiva Nacional de Rugby.

## Campeonatos
Desde 1948 la Federación de Rugby de Chile y a partir de los años '90 la ARUSA (Asociación de Rugby de Santiago) organizaron el Campeonato Central de Rugby, participando los clubes de la capital junto a los de Viña del Mar y posteriormente Concepción. Luego de ver reducidos por Santiago de sus cupos clasificatorios, a partir de 2010 los clubes de las dos últimas ciudades juegan la Liga de Rugby de Chile, en el que participan los clubes regionales del país, mientras que ARUSA organizó los torneos Top 8. En 2012 el Torneo Central fue reemplazado por el Torneo ADO Súper 12 de FERUCHI, donde se encuentran considerados los 12 mejores elencos nacionales.
En 2000 y 2001 Universidad Católica y Sporting participaron en el Torneo Regional del Oeste. Desde el año 2010 se ha comenzado a organizar anualmente el Campeonato o Copa Trasandina, en este torneo participan clubes de Cuyo (generalmente de Mendoza) y clubes chilenos regionales principalmente pertenecientes a la Asociación Regional de Rugby Valparaíso (ARRV) y ocasionalmente de la Asociación Concepción (ARUCO).
Así mismo, como hecho inédito en la historia del rugby en Chile, dos equipos de la ciudad de Punta Arenas (UMAG RC y SHENU RC) compiten como clubes afiliados internacionalmente en el torneo de la Unión Santacruceña de Rugby, dependiente de la unión argentina (UAR).
Desde el año 2011 Old Lions Rugby Club de la Asociación de Rugby de Antofagasta (ARA), organiza anualmente el torneo internacional de Rugby XV Old Lions Top Cup, con equipos invitados de Antofagasta, Arica, Salta, Tucumán, Jujuy, Rosario, Santiago del Estero y Buenos Aires.
A partir del año 2013, ARA crea y organiza el Torneo Interregional de Rugby, que tiene por objetivo impulsar el desarrollo del rugby en las capitales de las regiones del norte de Chile: Arica (Región de Arica y Parinacota), Iquique (Región de Tarapacá), Antofagasta (Región de Antofagasta) y Copiapó (Región de Atacama). En su primera versión convoca a 8 clubes, 4 de ARA y 4 de la Asociación de Rugby de Arica (ARUA). En su segunda versión (2014) suma a un club de Iquique. Los partidos son de XV en formato ida y vuelta.
En 2015, siguiendo esta iniciativa interregional, las asociaciones de las regiones del Maule (ARUMAULE) y Concepción (ARUCO) lanzan el Torneo Centro-Sur, con 13 clubes de las asociaciones de las regiones del Maule, Bío Bío y Araucanía (ARUA). Luego de un gran éxito, en 2016 asistieron al llamado 25 clubes de 4 asociaciones del sur: Maule, Concepción, Centro Sur (ACS), Araucanía y Sur (ARUS).
En 2016 se lanzó el Torneo Nacional de Asociaciones de Rugby, en el que participan cuatro selecciones provinciales.
Este mismo año, Chile es invitado por primera vez a participar del torneo de Rugby XV Américas Rugby Championship 2016, torneo anual de selecciones masculinas en el que participan Estados Unidos, Canadá, Uruguay y Argentina. Busca fomentar el desarrollo del rugby en América. En esta versión se integran Chile y Brasil.
El año 2022 la franquicia Selknam Rugby llegaría a su primera final de Super Rugby Americas, perdiendo en la definición contra Peñarol XV de Uruguay.
El principal torneo a nivel nacional es el TNC Top 8, organizado por la Asociación de Rugby de Santiago.

### Campeonatos nacionales organizados por ARUSA
| Categoría | Categoría | División                             | División                             | División                             | División                             | División                             | División                             | División                             | División                             | División                             | División                             | División                             | División                             | División                             | División                             | División                             | División                             | División                             | División                             |
| --------- | --------- | ------------------------------------ | ------------------------------------ | ------------------------------------ | ------------------------------------ | ------------------------------------ | ------------------------------------ | ------------------------------------ | ------------------------------------ | ------------------------------------ | ------------------------------------ | ------------------------------------ | ------------------------------------ | ------------------------------------ | ------------------------------------ | ------------------------------------ | ------------------------------------ | ------------------------------------ | ------------------------------------ |
| 1.º       | 1.º       | Primera Nacional – TOP 10 10 equipos | Primera Nacional – TOP 10 10 equipos | Primera Nacional – TOP 10 10 equipos | Primera Nacional – TOP 10 10 equipos | Primera Nacional – TOP 10 10 equipos | Primera Nacional – TOP 10 10 equipos | Primera Nacional – TOP 10 10 equipos | Primera Nacional – TOP 10 10 equipos | Primera Nacional – TOP 10 10 equipos | Primera Nacional – TOP 10 10 equipos | Primera Nacional – TOP 10 10 equipos | Primera Nacional – TOP 10 10 equipos | Primera Nacional – TOP 10 10 equipos | Primera Nacional – TOP 10 10 equipos | Primera Nacional – TOP 10 10 equipos | Primera Nacional – TOP 10 10 equipos | Primera Nacional – TOP 10 10 equipos | Primera Nacional – TOP 10 10 equipos |
| 2.º       | 2.º       | Segunda Nacional 8 equipos           | Segunda Nacional 8 equipos           | Segunda Nacional 8 equipos           | Segunda Nacional 8 equipos           | Segunda Nacional 8 equipos           | Segunda Nacional 8 equipos           | Segunda Nacional 8 equipos           | Segunda Nacional 8 equipos           | Segunda Nacional 8 equipos           | Segunda Nacional 8 equipos           | Segunda Nacional 8 equipos           | Segunda Nacional 8 equipos           | Segunda Nacional 8 equipos           | Segunda Nacional 8 equipos           | Segunda Nacional 8 equipos           | Segunda Nacional 8 equipos           | Segunda Nacional 8 equipos           | Segunda Nacional 8 equipos           |
| 3.º       | 3.º       | Tercera Interregional: 10 equipos    | Tercera Interregional: 10 equipos    | Tercera Interregional: 10 equipos    | Tercera Interregional: 10 equipos    | Tercera Interregional: 10 equipos    | Tercera Interregional: 10 equipos    | Tercera Interregional: 10 equipos    | Tercera Interregional: 10 equipos    | Tercera Interregional: 10 equipos    | Tercera Interregional: 10 equipos    | Tercera Interregional: 10 equipos    | Tercera Interregional: 10 equipos    | Tercera Interregional: 10 equipos    | Tercera Interregional: 10 equipos    | Tercera Interregional: 10 equipos    | Tercera Interregional: 10 equipos    | Tercera Interregional: 10 equipos    | Tercera Interregional: 10 equipos    |
| 4.º       | 4.º       | Cuarta Interregional 10 equipos      | Cuarta Interregional 10 equipos      | Cuarta Interregional 10 equipos      | Cuarta Interregional 10 equipos      | Cuarta Interregional 10 equipos      | Cuarta Interregional 10 equipos      | Cuarta Interregional 10 equipos      | Cuarta Interregional 10 equipos      | Cuarta Interregional 10 equipos      | Cuarta Interregional 10 equipos      | Cuarta Interregional 10 equipos      | Cuarta Interregional 10 equipos      | Cuarta Interregional 10 equipos      | Cuarta Interregional 10 equipos      | Cuarta Interregional 10 equipos      | Cuarta Interregional 10 equipos      | Cuarta Interregional 10 equipos      | Cuarta Interregional 10 equipos      |
| 5.º       | 5.º       | Quinta Interregional 10 equipos      | Quinta Interregional 10 equipos      | Quinta Interregional 10 equipos      | Quinta Interregional 10 equipos      | Quinta Interregional 10 equipos      | Quinta Interregional 10 equipos      | Quinta Interregional 10 equipos      | Quinta Interregional 10 equipos      | Quinta Interregional 10 equipos      | Quinta Interregional 10 equipos      | Quinta Interregional 10 equipos      | Quinta Interregional 10 equipos      | Quinta Interregional 10 equipos      | Quinta Interregional 10 equipos      | Quinta Interregional 10 equipos      | Quinta Interregional 10 equipos      | Quinta Interregional 10 equipos      | Quinta Interregional 10 equipos      |
| 6.º       | 6.º       | Sexta Regional                       | Sexta Regional                       | Sexta Regional                       | Sexta Regional                       | Sexta Regional                       | Sexta Regional                       | Sexta Regional                       | Sexta Regional                       | Sexta Regional                       | Sexta Regional                       | Sexta Regional                       | Sexta Regional                       | Sexta Regional                       | Sexta Regional                       | Sexta Regional                       | Sexta Regional                       | Sexta Regional                       | Sexta Regional                       |

## Clubes

### Región de Arica y Parinacota
Asociación de Rugby de Arica (ARUA).
(Masculino)
- Junior Old Boys (Arica)
- Sporting  Rugby Club (Arica)
- Búfalos de Arica RC (Arica)
- UTA RC (Arica)
- Amigos del Rugby Club (Arica)

(Femenino)
- job's (Arica)
- Búfalas (Arica)
- Old Red (Arica)
- Sporting   (Arica)

### Ciudad de Iquique
Asociación Deportiva de Rugby de Tarapacá (ARUTA)
- Armored Rugby Club (Iquique)
- Barracuda Rugby Club (Iquique)
- Coyotes RC (Iquique)
- Dragones Rugby Club (Iquique)
- Atipiri Rugby Club (Femenino)
- Diablos del Norte (Iquique)

### Región de Antofagasta
Asociación de Rugby de Antofagasta (ARA)
Clubes:
- Old Lions RC (Antofagasta)
- Coyotes UCN de la Universidad Católica del Norte (Antofagasta)
- ARUA de la Universidad de Antofagasta (Antofagasta)
- Cuervos RC (Antofagasta)
- Antapacay (Antofagasta)
- Garumas (Rugby Femenino) (Antofagasta)

Colegios:
- AIS Rugby (Antofagasta)
- A.B.S. Rugby (Antofagasta)
- Caballeros Chañares RC (Antofagasta)
- Águilas RC (Antofagasta)
- Pitbulls RC (Antofagasta)
- San Luis (Antofagasta)

### Región de Atacama
- Jaguares R.C (Diego de Almagro)
- Unión Rugby (Copiapó)
- Perros Rugby Club (Copiapó)
- Zorros Rugby Club (Copiapó)
- Camanchacos Rugby Club (Vallenar)

### Región de Coquimbo
Asociación de Rugby de La Serena (ARUSE)
- San Bartolomé Rugby Club (La Serena)
- Seminario Conciliar Rugby Club (La Serena)
- Carneros Rugby Club (La Serena)
- Club de Rugby La Serena - Changos (La Serena)
- Universidad de La Serena (La Serena)
- Colegio Inglés Católico (La Serena)
- Amazing Grace English School (La Serena)
- Old Anglonians (La Serena)
- Ovalle Rugby Club (Ovalle)

### Región de Valparaíso
Asociación de Rugby de Valparaíso (ARRV)
- San Felipe Rugby Club (San Felipe)
- Viña Rugby Club (Viña del Mar)
- Old Mackayans RFC (Viña del Mar)
- Universidad Técnica Federico Santa María Rugby (Valparaíso)
- Lomas Rugby Club (Quilpué)
- Sporting RC (Viña del Mar)
- Toros RC (Quillota)
- Old Navy RC (Viña del Mar)
- VARC (Villa Alemana Rugby Club) (Villa Alemana)
- Tritones Duoc RC (Viña del Mar)
- Halcones RC (Los Andes)
- Obreros RC (San Esteban)
- INACAP (Valparaíso)
- Sede USM Jose Miguel Carrera RC (Viña del Mar)
- Old Sede RC (Viña del Mar)
- Old Lions RC (Viña del Mar)
- Costa del Sol RC (Viña del Mar-Reñaca)
- Deportiva del Valle RC (Limache)
- Casablanca RC (Valparaíso)
- Pontificia Universidad Católica de Valparaíso (Valparaíso)
- Universidad Adolfo Ibañez Rugby (Viña del Mar)
- Universidad de Viña del Mar Rugby (Viña del Mar)
- Universidad Santo Tomas Rugby (Viña del Mar)
- Universidad de Valparaíso Rugby (Valparaíso)
- Universidad de Playa Ancha Rugby (Valparaíso)
- Old Sharks RC (Valparaíso)
- Universidad Andrés Bello Rugby (Viña del Mar)
- Rugby Club de la Costa (San Antonio)
- Tralkanes Rugby Club ( llay llay )
- zorros (hijuelas)

### Santiago Región Metropolitana
- Lobos R.C (Renca)
- Mano Rugby (Independencia)
- Horcones RC (Melipilla)
- Arica Rugby Club ARC. (Rugbistas Ariqueños Residentes en Santiago)
- Gauchos RC
- Santa María Rugby Club (Exalumnos Universidad Técnica Federico Santa María)
- Old Newlanders(Santiago)
- Club de Rugby Francisco Bilbao
- Old Lions Rugby Club (Exalumnos Trewhela's School,  Las Condes, Santiago. Since 1937)
- Antumapu -Amateur-(Santiago)
- Maccabi Rugby -Amateur-(Santiago)
- Cóndores de Manquehue-Amateur- (Santiago)
- PWCC Prince of Wales Country Club (Santiago)
- DOBS (Dunalastair Old Boys)-Amateur- (Santiago)
- COBS (Craighouse Old Boys) (Santiago)
- All Brads (Bradford School) (Santiago)
- Coyotes UTEM -Amateur- (Santiago)
- Old Boys (Old Grangonian Club) (Santiago)
- The Grange School Old Boys (Santiago)
- Stade Francais (Santiago)
- Alumni RC (Santiago)
- Diablos (Ingeniería U. de Chile)
- Old Georgian's Rugby Club (Santiago)
- Old Dragon´s Rugby Club (Santiago)
- Saint George´s College Rugby (Santiago)
- Rugby Club Frances-Amateur-(Santiago)
- Universidad Central (Santiago)
- Universidad Santo Tomás Rugby Club (Santiago)
- Universidad Católica (Santiago)
- Old Reds (Santiago)
- Universidad Diego Portales (Santiago)
- Universidad de las Américas -Amateur- (Santiago)
- Trapiales Rugby Club (La Pintana)
- Old Green Rugby Club
- URMA Unión de Rugby del Maipo- (Paine-Buin)
- San Bernardo Rugby Club (Santiago, San Bernardo)
- Universidad de Chile Rugby Club(Santiago)
- Jabalí Rugby Club (Santiago)
- Bilbao Rugby (Santiago)
- CRIN (Club de Rugby Instituto Nacional) -Juvenil- (Santiago)
- Lobos RC (Renca)
- Toros de Colina RC (Colina, Santiago)
- Rugby USACH (Universidad de Santiago de Chile)
- Old Locks (Wenlock)
- Old Gabs (Santiago)
- Lacares RC-Amateur (Santiago)
- Oldham Rugby Club Archivado el 17 de mayo de 2016 en Wayback Machine. (Santiago)
- Monte Tabor Rugby Club (Santiago)
- Club de Rugby Cachañas (Santiago)
- Stade La Reina RC (Santiago)
- Alywen Rugby Club (Puente Alto)
- Independiente Rugby Club (Peñaflor)

### Región del Libertador General Bernardo O`higgins
- Maristas Rancagua Rugby Club; Registro Nacional Organizaciones Deportivas N° 601120-9
- Rugby San Fernando ( unión entre los clubes Elic RC y Unión Rugby san Fernando)
- Lagartos (Rengo, Actuales Campeones Regionales)
- Mamut Rugby Club (San Vicente de Tagua Tagua)
- Olimpo Rugby Club (Rancagua)
- Mastodontes RC (Quinta de Tilcoco)
- IRC Rancagua
- Tordos de Machalí (Machalí)
- Polo Sporting Club (Rancagua - Machalí) (Inactivo)
- New Bulls Rugby Club (Rancagua) (Inactivo)

### Región del Maule
Asociación de Rugby del Maule (ARUMAULE)
(Competencia Oficial: Torneo Arumaule Nivel 1 - Año 2014)
- Club de Rugby Weichafe de Linares.
- Club de Rugby Universidad de Talca.
- Club Deportivo Universidad Católica del Maule.
- Club de Rugby Old Gergel.
- Club de Rugby Old Thunders
- Club de Rugby Curicó.
- Club de Rugby Lagartos de Rengo (Equipo invitado).

(Competencia Oficial: Torneo Arumaule Desarrollo Nivel 2 - Año 2014)
- Club de Rugby Osos de Talca.
- Club de Rugby Albatros-Lobos de Constitución.
- Club de Rugby Los Espinos de Cauquenes.
- Broncos de la Universidad Autónoma.
- Club de Rugby Caimanes de Licantén (Se retira de la competencia 2014).

(Universidades o Institutos que no participan de la competencia oficial)
- Instituto Profesioanal La Araucana Sede Curicó.
- Inacap Sede Talca.
- Loncoche (Araucanía)
- Pumanque Rugby Club.
- PANGUI RUGBY CLUB (SAN CLEMENTE)

(Colegios)
- Orchard College.
- Colegio Vichuquén.
- Escuela de Administración y Comercio.
- Colegio Rauquén.
- Colegio Politécnico San José.
- CoPangui. Monseñor Manuel Larrain.
- Colegio Salesianos.
- Escuela Agrícola de Duao.
- Escuela Agrícola de Molina.

(Clubes con divisiones menores)
- Club de Rugby Osos de Talca.
- Club de Rugby Weichafe.
- Club de Rugby Albatros-Lobos.
- Club de Rugby Escorpiones de Alupenhue.
- Club de Rugby Pangui (Pumas) de San Clemente
- Club Spirit Horse "El Espíritu del Caballo" de Pelarco

### Región del Ñuble
- Tornados (San Carlos)
- Club de Rugby Pangue (Chillán)
- Águilas (Chillán)
- Canguros (Chillán)
- Palkun (Chillán)
- Zorros R.C. ( Coelemu)
- Inacap (Chillán)
- kawell (Bulnes)
- Mañke RC (Yungay)

Colegios:
- Colegio Padre A. Hurtado (Chillán)
- Colegio Concepción (Chillán)
- The wessex school (Chillán)

### Región del Bío Bío
- Universidad de Concepción (Concepción)
- Club de Rugby Toros Bio Bio ( Universidad del Bio Bio)
- Universidad San Sebastián -(Concepción)
- Los Troncos (Concepción)
- Rugby Pitbull's-Amateur- (Concepción)
- Old John's (Concepción)
- Rhinos Rugby Club (Cabrero)
- Potros Rugby Hualqui (Concepción)
- Old Saxons (Concepción)
- Mineros rc (Lota)
- Tiburones (Talcahuano)
- Los Robles - (Lebu)
- Callaquén (Los Ángeles)
- Crula (Los Ángeles)
- Ankaman RC (Mulchén)
- Pangue RC (Chillán)
- Potros RC (Cañete)
- Pioneros RC (Curanilahue)

### Región de la Araucanía
Asociación de Rugby de la Araucanía (ARUA)
- Temuco Rugby Club (Temuco)
- Rucamanque RC (Temuco)
- Universidad de la Frontera (Temuco)
- Newechen - UC Temuco.
- Toros Inacap (Temuco)
- Cóndor Rugby Club (Temuco)
- George Chaytor English College (Temuco )
- Greenhouse School (Temuco )
- Old Green Rugby Club (Temuco, Veteranos)
- Calafate Rugby Club (Labranza)

### Región de Los Ríos
Asociación de Rugby del Sur (ARUS)
- Robles Rugby Club-(Valdivia)
- Galeones Rugby-Amateur- (Valdivia)
- UACh de Universidad Austral de Chile  (Valdivia)
- Windsor School (Valdivia)
- Instituto Salesiano (Valdivia)
- Weichafe (Paillaco)
- Potros Rugby Club-Amateur- (Río Bueno)
- Rinos Rugby Club-Amateur-  (Los Lagos)

- Baguales (Osorno)
- Búfalos Rugby Club (Osorno)

Actualmente convertidos en Unión Rugby Osorno (URO).

### Región de Aysén
- Puerto Aysén Rugby Club - (Puerto Aysén)
- Coyhaique Rugby Club - (Coyhaique)
- Universidad de Aysén - (Coyhaique)
- Inacap Rugby Coyhaique - (Coyhaique)
- Club deportivo y social manada rugby (puerto aysen), infantil,juvenil,adutos

### Punta Arenas
- Shenu Rugby Club-Amateur- (Punta Arenas)
- Universidad de Magallanes-Amateur- (Punta Arenas)
- Albatros Inacap - (Punta Arenas)

### Fuerzas Armadas
- Escuela Militar (Águilas)
- Escuela Naval
- Escuela de Aviación (Buitres R.C.)

### Otras Ciudades
- Las Almejas (Calama)
- Corvos Rugby (Copiapó)
- LH Rugby Team (Puerto Montt)
- Lobos Rugby Club (Puerto Montt)
- Huemules (Puerto Montt)
- Jabalíes Rugby Club (Puerto Varas)
- Mineros RC (Lota)
- Perros RC (Copiapó)
- Atacama Rugby Club (Copiapó)
- Sharks R.C.(Copiapó)
- Osos Rugby Club (Puerto Montt)
- Tornados R.C. (San Carlos)
- Camahuetos (Calbuco)
- Scorpiones del desierto (Diego de Almagro)
- Santos Rugby Club (Villarrica)
- Cai-Cai (Quellón)
- Tigers RC (Diego de Almagro)
- Caimanes RC (Arauco)
- Ankaman RC (Mulchén)
- Zorros R.C.(Coelemu)
- Potros R.C. (San Fernando)
- Liceo Industrial R.C. (San Fernando)
- Traukos (Castro)
- Zorros (Ancud)
- Pioneros Curanilahue Rugby Club (Curanilahue)
- Brujos Rugby club (Quemchi)
- Arrieros Rugby Club (San Fernando)
- Los Potros Rugby Club (Río Bueno)
- Escorpiones R.C. (Chonchi)
- Pumanque Rugby Club (Loncoche)